# AZIMUT
AZIMUT, ros. АЗИМУТ, właściwie Spółka Akcyjna "Kompania Lotnicza AZIMUT", ros. Акционерное общество "Авиакомпания АЗИМУТ" – rosyjskie linie lotnicze z siedzibą w Rostowie nad Donem i głównym portem bazowania w porcie lotniczym Płatow (Rostów nad Donem), realizujące lokalne połączenia lotnicze. 
Linie dysponują samolotami: RRJ-95B-100 (5), RRJ-95LR-100 (8).